# Вицада
Вица̀да (на гръцки: Βιτσάδα; на турски: Pınarlı) е село в Кипър, окръг Фамагуста. Според статистическата служба на Северен Кипър през 2011 г. селото има 167 жители.
Де факто е под контрола на непризнатата Севернокипърска турска република.